# Параллактический угол

Параллактический треугольник, P — полюс, Z — зенит, R — точка где находится центр светила, и есть параллактический угол

Параллактический угол — термин из сферической астрономии, обозначает угол параллактического треугольника, в котором находится светило. Параллактический угол обозначается буквой {\displaystyle q}. Параллактический угол также можно определить как угол между кругом склонений {\displaystyle (\delta )} и кругом высот {\displaystyle (h)} светила.
Когда светило находится на небесном меридиане, параллактический угол равен нулю, в противном случае параллактический угол берётся положительным, если светило находится к западу от меридиана, и отрицательным, если находится к востоку. Для светила, находящегося в зените или в точке северного полюса мира, параллактический угол не определён.

## Расчёт
Для наблюдателя находящегося в точке с широтой φ и для точки на небесной сфере со склонением δ и часовым углом t параллактический угол определяется через формулы сферической тригонометрии как:
{\displaystyle q=\arctan \left({\frac {\sin(t)}{\tan(\varphi )\cos(\delta )-\sin(\delta )\cos(t)}}\right)}